# JAMA Psychiatry
JAMA Psychiatry – recenzowany periodyk naukowy publikujący prace z dziedziny psychiatrii. Jest wydawany przez Amerykańskie Towarzystwo Medyczne.
W 1919 roku powstało „Archives of Neurology & Psychiatry”, które w 1959 roku zostało rozdzielone na dwa osobne czasopisma naukowe: „Archives of Neurology” i  „Archives of General Psychiatry”. W 2013 roku „Archives of General Psychiatry” zmieniło nazwę na „JAMA Psychiatry”.
Średni odsetek akceptowanych do publikacji manuskryptów wynosi 13%.
W 2015 roku periodyk był cytowany 4034 razy, a jego impact factor za ten rok wyniósł 14,417, co dało mu 2. miejsce na 142 czasopisma psychiatryczne. Na polskiej liście czasopism punktowanych przez Ministerstwo Nauki i Szkolnictwa Wyższego z 2015 roku „JAMA Psychiatry” otrzymało maksymalną liczbę punktów – 50.
SCImago Journal Rank czasopisma za 2015 rok wyniósł 7,084, plasując je na:
- 2. miejscu na 493 periodyki w kategorii „psychiatria i zdrowie psychiczne”,
- 3. miejscu wśród 436 czasopism w kategorii „sztuka i nauki humanistyczne”,
- 19. miejscu spośród 1779 czasopism w kategorii „medycyna”.